# Josefina Vázquez Mota
Pour les articles homonymes, voir Mota.
Josefina Vázquez Mota ( ; née le 20 janvier 1961 à Mexico) est une femme d'affaires et femme politique mexicaine, représentante du Parti action nationale (PAN) et candidate aux élections présidentielle et législatives de 2012.
Elle fut économiste et travaillait auparavant en tant que journaliste. Elle commença sa carrière politique au PAN et devint secrétaire de l'Éducation publique sous la présidence de Felipe Calderón et la secrétaire du Développement social sous la présidence de Vicente Fox. Elle est la première femme du PAN à se présenter à l’élection présidentielle.

## Biographie
Vázquez Mota est née à Mexico le 20 janvier 1961. Ses parents, Arnulfo Vázquez et Josefina Mota, sont originaires de la région Sierra Norte de Puebla de Mexico, et elle a été élevée aux côtés de sept frères et sœurs,. Elle se dit être très proche de sa sœur Lupita.
Vázquez Mota passa les cinq premières années de son enfance dans une classe d'école voisine nommée Colonia 20 de Noviembre à Mexico et commence son éducation dans une école publique à l'école « La Patria es Primero » dans le district d'Azcapotzalco. Elle rencontre son futur mari, Sergio Ocampo Muñoz, un informaticien, alors qu'elle étudiait au lycée et se marièrent en 1984 après sept ans de relation,. Le couple est parent de trois enfants, María José, Celia María et Montserrat. Elle réussit à maintenir un mode de vie équilibré, ce qui a mené à plusieurs rumeurs dans lesquelles elle serait anorexique ou boulimique, ce qu'elle dément catégoriquement.

## Carrière politique
Vázquez Mota commence sa carrière politique au PAN avec l'Asociación Coordinadora Ciudadana et un membre de la Secretaría de la Mujer.
Josefina Vázquez Mota est la candidate officielle du PAN pour la présidence des États-Unis du Mexique pour la période 2012-2018. Elle n'est pas élue.